# 松平頼明 (常陸府中藩主)
松平 頼明（まつだいら よりあき）は、江戸時代中期の大名。常陸国府中藩3代藩主。官位は従四位下・侍従、播磨守。

## 略歴
水戸藩家老松平頼福（長倉松平家。水戸藩初代藩主徳川頼房八男松平頼泰の子）の長男として誕生した。母は伽治（進藤氏）。幼名は源三郎。任官叙位前は通称を掃部と称した。
宝永4年（1707年）12月、先代藩主松平頼如が無嗣のまま死去したため、その養嗣子として翌年の閏正月5日に家督を継いだ。享保18年（1733年）9月6日、43歳で死去し、跡を長男の頼永が継いだ。

## 年表
※日付＝旧暦
- 1707年（宝永4年）12月、　常陸府中藩（茨城県石岡市）藩主松平頼如の世継ぎとなる。
- 1708年（宝永5年）1月、家督相続し、常陸国府中藩主を継承する。12月18日、従四位下・大膳大夫に叙任。
- 1709年（宝永6年）12月18日、侍従兼任。
- 1710年（宝永7年）12月18日、播磨守に遷任。侍従如元。
- 1733年（享保18年）9月6日、卒去。法名は常安院梵誉海音宣徴。諡号は源定。墓所は茨城県常陸太田市の瑞龍山。

## 系譜
- 正室：益姫 - 徳川綱條養女、今出川公規娘
  - 長女：軽（1712-1765） - 本多康明婚約者のち織田信右正室
- 側室：留与 - 久野安静娘
  - 次女：次（1714-1751） - 松平信友正室
  - 次男：左膳（1715-1719）
  - 三男：武元（1716-1779）[1] - 松平武雅養子
  - 五男：頼幸（1719-1742）
  - 六男：亀井茲胤（1726-1752） - 亀井茲延養子
- 側室：婉 - 林元房娘
  - 長男：頼永（1714-1735）
  - 三女：禄（1716-1718）
  - 四男：遠山友明（1719-1753）[2] - 遠山友央養子